# Trudy Glavnago Botanicheskago Sada
Trudy Glavnago Botanicheskago Sada (abreviado Trudy Glavn. Bot. Sada) fue una revista científica con ilustraciones y descripciones botánicas que publicada en San Peterburgo y Moscú desde 1915 hasta 1929 con el nombre de Trudy Glavnago Botanicheskago Sada. Acta Horti Petropolitani. Fue precedida por Trudy Imperatorskago S.-Peterburgskago Botaničeskago Sada